# Belleville, Kansas
Belleville är administrativ huvudort i Republic County i Kansas. Orten har fått sitt namn efter grundaren A.B. Tuttons dotter som hette Arabelle. Enligt 2020 års folkräkning hade Belleville 2 007 invånare.